# Mariola Ropacka-Lesiak
Mariola Ropacka-Lesiak z domu Sobkowiak (ur. 15 kwietnia 1962 w Poznaniu, zm. 1 lutego 2023 w Lusowie) – polska lekarka ginekolożka, profesor nauk medycznych.

## Życiorys
Była córką Edmunda i Kazimiery. W 1987 ukończyła studia medyczne w Akademii Medycznej im. Karola Marcinkowskiego w Poznaniu, 17 czerwca 1998 obroniła pracę doktorską Wartość prognostyczna ruchów oddechowych w diagnostyce stanów zagrożenia płodu, 25 października 2004 habilitowała się na podstawie pracy zatytułowanej Zastosowanie ultrasonografii dopplerowskiej do oceny stanu płodów w ciąży bliźniaczej powikłanej rozbieżnym wzrastaniem. 12 listopada 2013 uzyskała tytuł profesora nauk medycznych. Została zatrudniona na stanowisku profesora nadzwyczajnego w Katedrze Perinatologii i Ginekologii na II Wydziale Lekarskim Uniwersytetu Medycznego im. Karola Marcinkowskiego w Poznaniu.
Była prodziekanem na II Wydziale Lekarskim Uniwersytetu Medycznego im. Karola Marcinkowskiego w Poznaniu.
Awansowała na stanowisko profesora w Katedrze Perinatologii i Ginekologii na Wydziale Medycznym Uniwersytetu Medycznego im. Karola Marcinkowskiego w Poznaniu.
Jej mężem był Maciej Lesiak. 10 lutego 2023 została pochowana na cmentarzu Junikowo w Poznaniu.